# Wolfgang Struck (Handballspieler)
Wolfgang „Oskar“ Struck (* 4. März 1939) ist ein ehemaliger deutscher Handballspieler, Unternehmer und Handball-Mäzen.

## Werdegang
Wolfgang Struck wuchs im Kieler Stadtteil Elmschenhagen auf. Zum Handball kam er, als er seinem bei Schwarz-Weiß Elmschenhagen spielenden Bruder Bernd dessen Butterbrot brachte und dann als Torwart einsprang, weil auf dieser Position ein Spieler fehlte. Noch in der Jugend wechselten beide zum THW Kiel, mit dem sie 1962 und 1963 die deutsche Meisterschaft gewannen. Struck gehörte zum Kader der deutschen Nationalmannschaft bei der Weltmeisterschaft 1964 in der Tschechoslowakei. Nach sechs Einsätzen war seine Karriere im Nationalteam beendet, als er nach einem Länderspiel erst am nächsten Morgen wieder im Mannschaftsquartier erschien.
Neben dem Handball hatte Struck, der seit 1962 mit einer Schwedin verheiratet war, nach einer Lehre zum Bankkaufmann an der Kieler Christian-Albrechts-Universität Jura studiert. 1966 verließ er Kiel, schloss sich dem schwedischen Verein Redbergslids IK an und arbeitete in einer Göteborger Bank als Devisenhändler. 1970 kehrte er nach Deutschland zurück und stand bis zu seinem Karriereende 1980 beim TV Oppum zwischen den Pfosten. Beruflich war er als selbständiger Devisenhändler tätig, war Chef mehrerer Firmen und betrieb das Café König auf der Düsseldorfer Königsallee. 1979 wurde seine Ehe, aus der zwei Söhne hervorgingen, geschieden.
Ab Anfang der 1980er-Jahre war Struck sowohl Mäzen als auch Manager der TuRU Düsseldorf. 1983 verpflichtete er Horst Bredemeier als Trainer, der bereits den TBV Lemgo in die Handball-Bundesliga geführt hatte. In der Folge stieg die TuRU 1984 in die erste Liga auf, erreichte 1987 das Finale des DHB-Pokals, wo das Team nur aufgrund der Auswärtstorregel dem TV Großwallstadt unterlag, wurde 1988 Vizemeister und gewann 1989 den IHF-Pokal.
Struck hatte sich zu der Zeit schon an der Börse verspekuliert.  1987 versuchte er, durch ein Kompensationsgeschäft, bei dem er israelische Kampfflugzeuge gegen Bananen nach Honduras liefern wollte, wieder zu Geld zu kommen. Als dies scheiterte, reiste er 1988 über New York, wo er seine zweite Frau, eine Philippina, heiratete, nach Manila auf den Philippinen. Dort betätigte er sich in der Fischzucht von Hummern. 1996 wurde er von seiner zweiten Frau geschieden.
Ende der 2000er Jahre kehrte Struck nach Deutschland zurück und lebt seither wieder in Düsseldorf.